# Straßenbahn Jaén
| \| \| \| Paseo de la Estación \| \| \| \| Las Batallas \| \| \| \| Los Perfumes \| \| \| \| Intermodal \| \| \| \| Donantes de Sangre \| \| \| \| Ciudad de la Justicia \| \| \| \| Campus Las Lagunillas \| \| \| \| Ciudad Sanitaria \| \| \| \| Los Olivares \| \| \| \| Vaciacostales \| |  |                       |                       |
| U-Bahn-Kopfbahnhof Streckenanfang (Strecke außer Betrieb) |  | Paseo de la Estación  | Paseo de la Estación  |
| U-Bahn-Haltepunkt / Haltestelle (Strecke außer Betrieb) |  | Las Batallas          | Las Batallas          |
| U-Bahn-Haltepunkt / Haltestelle (Strecke außer Betrieb) |  | Los Perfumes          | Los Perfumes          |
| U-Bahn-Haltepunkt / Haltestelle (Strecke außer Betrieb) |  | Intermodal            | Intermodal            |
| U-Bahn-Haltepunkt / Haltestelle (Strecke außer Betrieb) |  | Donantes de Sangre    | Donantes de Sangre    |
| U-Bahn-Haltepunkt / Haltestelle (Strecke außer Betrieb) |  | Ciudad de la Justicia | Ciudad de la Justicia |
| U-Bahn-Haltepunkt / Haltestelle (Strecke außer Betrieb) |  | Campus Las Lagunillas | Campus Las Lagunillas |
| U-Bahn-Haltepunkt / Haltestelle (Strecke außer Betrieb) |  | Ciudad Sanitaria      | Ciudad Sanitaria      |
| U-Bahn-Haltepunkt / Haltestelle (Strecke außer Betrieb) |  | Los Olivares          | Los Olivares          |
| U-Bahn-Kopfbahnhof Streckenende (Strecke außer Betrieb) |  | Vaciacostales         | Vaciacostales         |

Die Straßenbahn Jaén ist eine im Jahr 2011 fertiggestellte Straßenbahnlinie in der spanischen Stadt Jaén, die nie in den planmäßigen Betrieb gegangen ist. Sie verläuft vom Zentrum der Stadt 4,7 Kilometer in nördlicher Richtung. Die Bauarbeiten für die Bahn begannen im April 2009. Der Betrieb ist nach einem kurzen kostenlosen Probebetrieb, der am 3. Mai 2011 begann, eingestellt worden. Ab dem 18. Juni 2012 wurden für eine Woche wieder Probefahrten durchgeführt. Die Strecke besitzt zehn Haltestellen und verbindet Einkaufszentren, Industriegebiete und andere wichtige Punkte der Stadt. Es gab ursprünglich auch Pläne, eine zweite Linie zu bauen, die Jaén mit anderen Städten seines Umlandes verbinden würde.

## Planung und Bau
Der Bau der Straßenbahnstrecke kostete 74,8 Millionen Euro und wurde von einer Arbeitsgemeinschaft aus folgenden Unternehmen ausgeführt: Alstom, Gea21, Ghenova, Inabensa, Mipelsa und Straßenbau Morales. Dabei wurde der Verkehrsraum auf den wichtigsten Straßen der Stadt grundlegend umstrukturiert, so dass die Gebiete längs der Straßenbahnstrecke städtebaulich aufgewertet wurden. Ebenso wurde das Busliniennetz neu gestaltet. Die Fahrzeuge wurden beim französischen Hersteller Alstom beschafft.

## Streckenverlauf
Die Linie 1 verläuft oberirdisch im Stadtgebiet von Jaén. Sie ist durchgängig mit eigenem Gleiskörper ausgestattet und unterliegt deshalb nur an Kreuzungen den Einflüssen des Straßenverkehrs.

### Ursprünglich geplante Erweiterungen
Die Möglichkeit des Baus weiterer Strecken wurde angekündigt, die verschiedene Stadtteile sowie Umlandgemeinden an das Zentrum anbinden würden. Eine der möglichen Strecken würden entlang der Avenida de Andalucía und der Carretera de Córdoba verlaufen, von wo sie das Stadtgebiet verlassen würde, um Torredelcampo, Jamilena, Torredonjimeno, Martos, Mancha Real, Las Infantas und Mengíbar zu erreichen.

## Haltestellen und Fahrzeuge
Jede Straßenbahnhaltestelle wurde individuell gestaltet, ebenso bekam jeder Straßenbahnwagen eine eigene Farbgebung. Im Zusammenhang damit veranstaltete die Stadtverwaltung von Jaén einen Ideenwettbewerb für ihr Design. Der Wettbewerb umfasste drei Kategorien: Schüler an Grundschulen und weiterführenden Schulen, Schüler der Oberstufe und Berufsschüler und Besucher der Seniorenzentren. Für jede der Kategorien wurde eine Spielekonsole, ein Laptop und eine zweitägige Reise nach Barcelona für zwei Personen ausgeschrieben. Die Teilnahmefrist endete am 7. Mai 2010 mit 5455 eingereichten Vorschlägen. Einige Tage später, am 18. Mai, wurden die Gewinner des Ideenwettbewerbs bekannt gegeben. Darüber hinaus wurde bekannt gegeben, dass die Finanzierung der Fahrzeuge durch die Regierung von Andalusien über das öffentliche Unternehmen Ferrocarriles de la Junta de Andalucía erfolgen werden, die sie der Stadt Jaén für eine monatliche Nutzungsgebühr überlassen werde.

### Rollmaterial

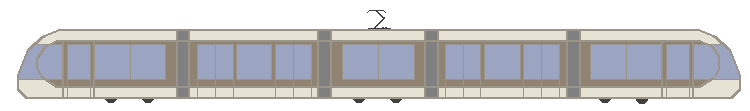
Straßenbahnzug Alstom Citadis 302.

Für die Straßenbahn Jaén wurden fünf Straßenbahnwagen des Typs Citadis 302 vom französischen Hersteller Alstom beschafft. Die Bahnen sind 32 Meter lang, 2,4 Meter breit und 3,2 Meter hoch. Sie weisen auf ganzer Länge einen niederflurigen Wagenboden auf, so dass sie vollständig barrierefrei sind. Außerdem sind in jedem Modul Möglichkeiten zur Befestigung von Fahrrädern vorhanden. Die Gesamtkapazität beträgt 182 Fahrgäste.

## Werkstätten und Depots
Der Betriebshof der Straßenbahn Jaén umfasst ein Gelände von 20 000 Quadratmetern und befindet sich an der Endstelle Vaciacostales auf dem ehemaligen Gelände der örtlichen Polizei. Für die Polizei wurde ein neues Kommissariat im Stadtbezirk Expansión Norte errichtet.

## Archäologische Funde
Die Arbeiten zum Bau der Straßenbahn legten viele archäologische Funde von großem Wert frei. Insgesamt wurden 25 000 Stücke gefunden, geborgen und katalogisiert. Herausragende Fundstücke sind 120 menschliche Körper, die zur Analyse in die schwedische Stadt Uppsala geschickt wurden. Auf archäologische Funde stieß man in sechs verschiedenen Abschnitten der Trasse:
- Abschnitt 1: Er befindet sich auf der Höhe der Hermanitas de los Pobres, wo ein islamischer Bauernhof (ein Wochenendhaus) gefunden wurde, der in zwei Phasen gebaut worden war: während des Kalifats von Córdoba (10. bis 11. Jahrhundert) und in der Almohaden-Zeit (12. bis 13. Jahrhundert).
- Abschnitt 2: Er befindet sich zwischen dem Plaza de los Perfumes und dem Plaza Jaén por la Paz. Hier wurden Bruchstücke aus der Kupfersteinzeit (Hütten, Ackerfurchen und Pfostenlöcher) sowie eine Wasserleitung aus der Römischen Kaiserzeit und Reste des alten Bahnhofs gefunden.
- Abschnitt 3: Er befindet sich auf dem Plaza Jaén por la Paz. Hier wurde ein Wohngebiet aus der Zeit des Kalifats von Córdoba über Strukturen aus der Urgeschichte, die Teil des großen Dorfes Marroquíes Bajos waren, gefunden.
- Abschnitt 4: Dieser Abschnitt verläuft längs der Avenida Doctor Eduardo García-Triviño. Man fand die Entwässerung von Marroquíes Bajos und beschädigte Strukturen von Häusern aus der Kupfersteinzeit.
- Abschnitt 5: Er befindet sich neben dem Gründerzentrum. Man fand Hütten, die zu Bestattungszwecken genutzt wurden, wo Leichen in sitzender Haltung begraben wurden, umgeben von tierischen Überresten. Dort befand sich eine Begräbnisstätte mit einem Durchmesser von neun Metern, die offenbar die größte auf dem Gebiet der Marroquíes Bajos war.
- Abschnitt 6: Hier handelt es sich um die Fläche, auf der der Park-and-Ride-Platz angelegt wurde. Man fand eine römische Wasserleitung.

## Kontroversen, Stilllegung und Aktuelles
Die damalige Oppositionspartei im Rat von Jaén, die Partido Popular, startete eine groß angelegte Kampagne gegen den Bau der Straßenbahn in der Stadt, begleitet von einer Unterschriftensammlung. Außerdem wurde kritisiert, dass die Planung nicht in Richtung der Südlichen Peripherie erweitert wurde – nach San Felipe, el Tomillo und la Glorieta – die noch stärker vom  Zentrum und dem Erweiterungsgebiet abgeschnitten seien. Demgegenüber betonte die Regierung von Andalusien, dass die Straßenbahn einen neuen Impuls für die Stadt Jaén bedeuten werde.
Da die Partido Popular bei den Kommunalwahlen am 22. Mai 2011 die absolute Mehrheit der Stimmen erlangte, wurde die Eröffnung der betriebsbereiten Straßenbahn politisch verhindert. Am 15. Juli 2013 beschloss der Stadtrat endgültig, die Straßenbahn nicht in Betrieb zu nehmen.
Am 10. Mai 2018 unterzeichnete die Regierung von Andalusien und die Stadtverwaltung von Jaen eine Vereinbarung über die Reaktivierung der Straßenbahn. Die andalusische Regierung stellt in Aussicht 75 % der 1,5 Millionen Euro der prognostizierten jährlichen Betriebskosten zu zahlen, während das Konsistorium die verbleibenden 25 % übernehmen würde. Am 12. Juni bekräftigte der Stadtrat diesen Plan. Die Dienste der Straßenbahn sind demnach notwendig für die Metropolregion. Diese Bestätigung ist erforderlich, um das öffentliche Interesse zu begründen.
Im ersten Quartal 2022 schrieb die andalusische Regierung von der EU kofinanzierte Vergabearbeiten für Inbetriebnahme und Wartung aus. 4,3 Mio. € waren für die Infrastruktur veranschlagt, die Wiederinbetriebnahme für 2024 vorgesehen. Ab Januar 2023 wurden im Depot Testfahrten durchgeführt. Im Oktober 2023 wird von einem neuen Zeitplan berichtet, die Wiederinbetriebnahme ist nun für das erste Quartal 2025 vorgesehen. Im November 2024 begannen Probefahrten auch auf der Strecke.